# Amblyornis
Amblyornis Elliot, 1872 è un genere di uccelli passeriformi della famiglia Ptilonorhynchidae.

## Etimologia
Il nome scientifico del genere, Amblyornis, deriva dall'unione delle parole greche αμβλυς (amblys/amblus, "colore spento") e ορνις (ornis, "uccello"), col significato di "uccello dal colore spento", in riferimento alla livrea sobria delle specie ascritte.

## Descrizione
Il genere Amblyornis comprende specie di piccole dimensioni (24-26 cm) e dall'aspetto paffuto e massiccio, munite di testa arrotondata con becco corto, conico e sottile e dalla base larga, lunghe ali digitate, coda di media lunghezza e dall'estremità arrotondata.
Il piumaggio si presenta di un sobrio colore bruno, più chiaro su petto e ventre e più scuro su testa e area dorsale: i maschi sono del tutto simili alle femmine, dalle quali sono riconoscibili per la presenza di un evidente ciuffo erettile di lunghe penne colorate su vertice e nuca.

## Biologia

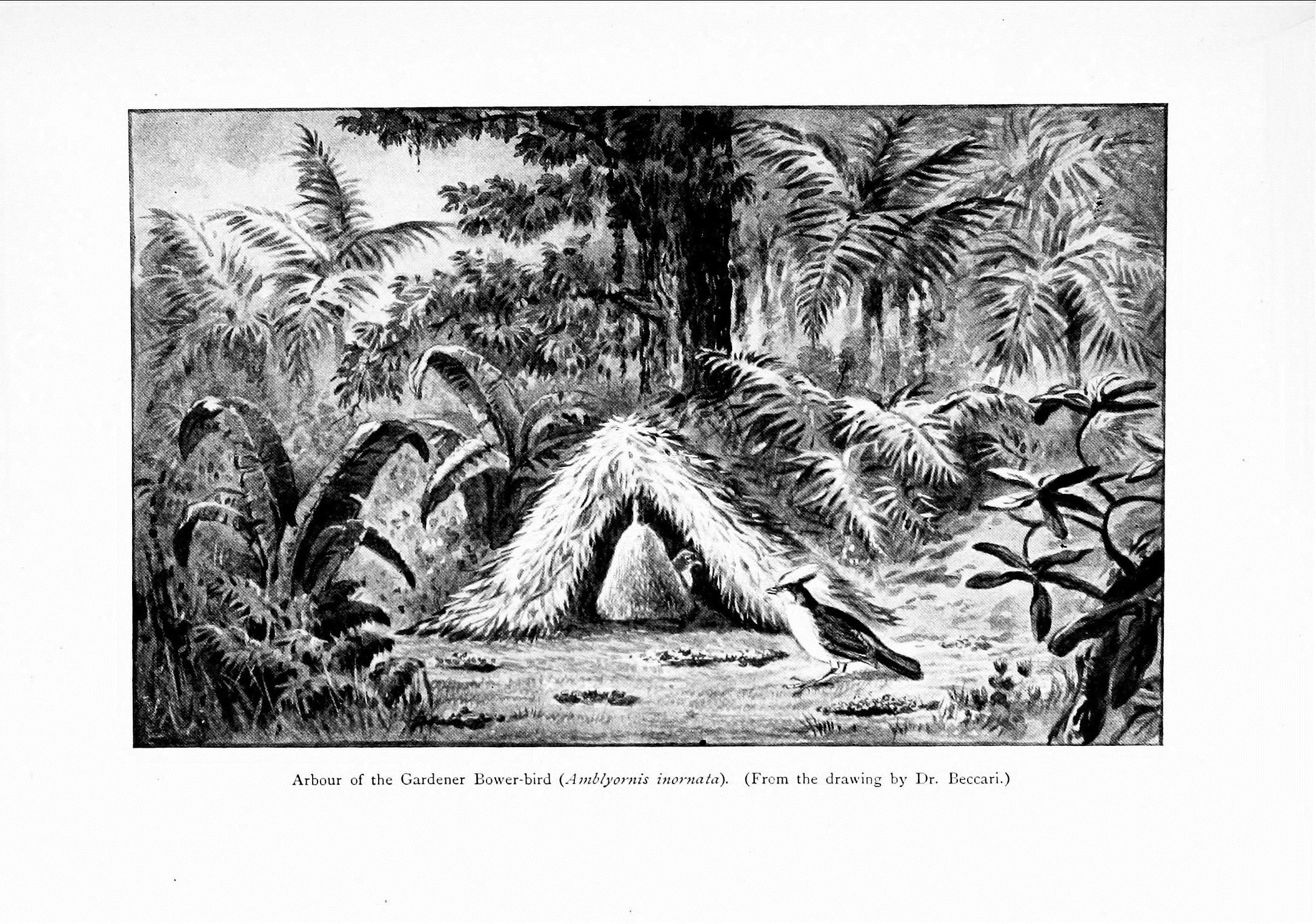
Illustrazione di nido di A. inornata.

Si tratta di uccelli dalle abitudini diurne e solitarie, che vivono nella canopia e si nutrono di frutta e piccoli animali: durante l'anno essi tendono a vivere in piccoli stormi, mentre durante la stagione degli amori i maschi si isolano e divengono territoriali.
Durante il periodo degli amori, il maschio delimita un'arena nuziale che pulisce dai detriti e decora con oggetti dalla colorazione brillant, costruendo al suo interno un'imponente struttura a forma di capanna con rametti accatastati, che le femmine visitano (mentre l'aspirante partner si prodiga in movimenti sincopati ed esibizioni canore, che evidenziano fra l'altro l'abilità di questi uccelli come mimi) prima di valutare se accoppiarsi o passare a un'altra arena. Dopo l'accoppiamento, il maschio si disinteressa completamente della femmina, che provvede da sola alla costruzione del nido, alla cova ed all'allevamento della prole.

## Distribuzione e habitat
Il genere è endemico della Nuova Guinea, con le varie specie diffuse nella foresta nebulosa dell'asse montuoso centrale dell'isola.

## Tassonomia
Al genere vengono ascritte quattro specie:
- Amblyornis inornata (Schlegel, 1871) -  uccello giardiniere del Vogelkop;
- Amblyornis macgregoriae De Vis, 1890 -  uccello giardiniere di Macgregor;
- Amblyornis subalaris Sharpe, 1884 -  uccello giardiniere striato;
- Amblyornis flavifrons Rothschild, 1905 - uccello giardiniere frontedorata;

In seno alla famiglia Ptilonorhynchidae, il genere Amblyornis rappresenta un sister taxon di Scenopoeetes, col quale va a formare un clade.